# Puig Castellar (Pau)
El Puig Castellar és una muntanya de 106 metres que es troba al municipi de Pau, a la comarca catalana de l'Alt Empordà.